# Anton Schmoll
Anton Schmoll (17 augustus 1841 Fromberg, Kreuzberg, Duitsland – Parijs, 1925 ) was een Franse pianist, componist en muziekpedagoog van Duitse origine. 
Reeds op de leeftijd van zeven jaar kreeg hij muziekonderricht van zijn schoonbroer Martin Ehrhardt, en op zijn tiende leerde hij het orgel bespelen. Zijn vader verplichtte hem echter een opleiding tot mijningenieur te volgen, Na nog eens drie jaar in militaire dienst besloot hij een eigen koers te varen. Hij verliet Duitsland, verzaakte aan zijn Duitse nationaliteit, en vestigde zich in Frankrijk, aanvankelijk in de omgeving van Carcassonne, en in 1867 Toulouse. In 1872 trok hij naar Brussel, en twee jaar later naar Parijs, waar hij bevriend raakte met de Hongaarse componist Stephen Heller. 
Een van zijn bekendste werken was de Nouvelle Méthode de Piano théorique, pratique et récréative (opus 91-95), die destijds in vele conservatoria tot het vaste curriculum behoorde. 

## Muziekwerken

### Werken met opusnummer
- Op.11 - Folies bachiques
- Op.15 - Plaintes et regrets
- Op.17 - Sportmen-polka
- Op.25 - Une larme
- Op.26 - Jocelyne
- Opp.27-29 - 3 Chansons populaires
- Op.30 - Printanière
- Opp.31-33 - Les plaisirs champêtres
- Op.36 - 4 Bluettes Enfantines, sans octaves.
- Op.39 - Trois pensées poétiques
- Op.40 - Pluie d'Étincelles
- Op.41 - Valse alsacienne
- Op.42 - Souvenir d'Inspruck
- Op.44 - L'oiseau chanteur
- Op.45 - Brennus
- Op.46 - Nuits de Téhéran
- Op.47 - L'union
- Op.48 - La cosmopolite
- Op.49 - Le réveil d'une rose, mazurka
- Op.50 - Les étrennes du jeune pianiste[2]
- Opp.51-54 - 4 Morceaux caractéristiques
- Opp.55-58 - Petites fantaisies originales et sur des thèmes célèbres pour piano à quatre mains
- Op.60 - Gammes et Arpèges - dans tous les tons et sous les formes.
- Opp.61-70 - 10 Sonatines progressives[3]
- Op.71 - Berceuse originale
- Op.72 - Ronda all polacca
- Op.73 - Le songe du marin. Idylle
- Op.74 - Tarentelle napolitaine
- Op.75 - L'étoile double. Valse brillante
- Op.76 - Gondaline vénitienne
- Op.77 - Marche funèbre
- Op.78 - La dernière hirondelle
- Op.79 - Boléro sévillan
- Op.80 - Larme de fée. Mélodie sentimentale
- Opp.81-90 - Les Sylphides - Répertoire complet de Danses soigneusement doigtées.
- Opp.91-95 Nouvelle Méthode de Piano théorique, pratique et récréative[4]
- Op.95 - 200 Exercices Techniques et progressifs extraits de la Méthode Schmoll.
- Opp.96-99 - 'Album de Lecture[5]
- Opp.101-102 - Chansonnettes sans paroles[6]
- Opp.103-107 - 5 Impromptus
- Op.108 - Caprice renaissance
- Op.109 - L'ange des rêves. Romance sans paroles
- Opp.111-115 - L’écrin Mélodique[7]
- Opp.116-119 - 80 ETUDES MOYENNES et progressives, faisant suite à la Méthode Schmoll.[8]
- Opp.121-123 - 50 GRANDES ETUDES de style et de mécanisme, faisant suite aux Etudes moyennes du même auteur.[9]
- Opp.131-132 - 300 PRÉLUDES[10]
- Opp.136-140 - 100 PETITES ETUDES[11]
- Op.147 - Petit nocturne.

### Werken zonder opusnummer
- Ave Maria; zang en piano (of harmonium)
- Agnus Dei.

## Homo universalis
In zijn vrije tijd wijdde Schmoll zich intens aan wetenschappelijke en filosofische kwesties. Hij maakte kennis met de Franse astronoom Camille Flammarion en bestudeerde de astronomie. Op initiatief van Flammarion richtte hij in 1887 met twaalf anderen mee de Société astronomique de France op. Hij schreef bijdragen over astronomie, metafysica en psychologie voor wetenschappelijke tijdschriften van zijn tijd, en kan hiermee in zekere zin beschouwd worden als een homo universalis. 